# Середньовічні арабські поетеси
Середньовічні арабські поетеси — жінки, які писали поезію в арабському світі в період Середньовіччя (VII—XV ст.). Вони писали класичною арабською мовою та належали до різних регіонів ісламського світу, таких як Аравійський півострів, Магриб, Аль-Андалус, Персія та Левант. Їхні твори охоплювали теми любові, природи, містики, політики та суспільних реалій. Деякі з них здобули значну популярність і визнання, зокрема Аль-Ханса, Лайла аль-Ахдалія, Валлада бінт аль-Мустакафі та Нузгун бінт аль-Каляї аль-Ґарнатія.
У збережених історичних джерелах середньовічних арабських жінок-поетес небагато порівняно з кількістю відомих арабомовних поетів-чоловіків. В арабській літературі відбулося «майже повне затьмарення жіночого поетичного самовираження в літературних пам'ятках, що зберігалися в арабській культурі від доісламської епохи до ХІХ століття». Однак є свідчення, що порівняно з середньовічною поезією Європи жіноча поезія в середньовічному ісламському світі була «безпрецедентною» за «видимістю та впливом». Відповідно, з початку ХХІ століття науковці наголошують на тому, що внесок жінок в арабську літературу потребує більшої наукової уваги.

## Атестація
Творчість середньовічних арабомовних жінок-поетес збереглася не так широко, як творчість чоловіків, але все ж таки є значний корпус; найпершою великою антологією є «Балагат ан-Ніса» кінця ІХ ст. н. е. Ібн Абі Ахіра Хайфура (пом. 280/893 р.). У своїй антології Абд аль-Амір Муханна назвав понад чотири сотні поетес. Про те, що колись багато жіночої літератури було зібрано в письмовій формі, але відтоді вона була втрачена, свідчить, зокрема, той факт, що в «Нузхат аль-джуласа фі аш'ар ан-ніса» аль-Суюті XV століття згадується велика (шеститомна або довша) антологія під назвою «Ахбар ан-Ніса аль-Шуара», яка містить «давню» жіночу поезію, зібрану кимось Ібн аль-Таррахом (пом. 720/1320). Однак низка середньовічних антологій містить жіночу поезію, включаючи збірки Аль-Джахіза, Абу Таммама, Абу аль-Фараджа аль-Ісфахані та Ібн Басама, а також істориків, які цитують жіночу поезію, таких як Мухаммед ібн Джарір аль-Табарі, Якут аль-Хамаві та Ібн Асакір.
Середньовічна жіноча поезія арабською мовою, як правило, поділяється на два жанри: риса (елегія) і газель (любовна пісня), поряд із меншою частиною суфійських віршів і коротких п'єс у стилі раджаз, що мав спрощену форму. Один значний корпус складається з віршів кіян, жінок, які були рабинями, добре навченими мистецтву розваг, які часто отримували освіту в містах Басра, Таїф і Медина. Жіноча поезія особливо добре засвідчена в Аль-Андалусі.

За словами Самера М. Алі,
У ретроспективі ми можемо розрізнити чотири типи персон, що перетинаються, для поетес середньовіччя: скорботна мати/сестра/дочка (аль-Ханса, аль-Хірнік бінт Бадр і аль-Фаріа бінт Шаддад), воячка-амбасадорка (аль-Худжайя), принцеса (аль-Хурка, Улайя бінт аль-Магді та Валяда бінт аль-Мустакфі), а також куртизанка-аскетка (Урайб аль-Мамунія, Шарія та Рабія аль-Адавія). Життєпис Рабії, зокрема, проєктує парадоксальну особу, яка втілює взаємодоповнюючі протилежності сексуальності та святості.
Хоча більшість арабомовних середньовічних поетес були мусульманками, з трьох ймовірних середньовічних єврейських поетес, чиї твори збереглися, дві написані арабською мовою: Касмуна бінт Ісмаїл і Сара Єменська VI століття (івритомовна поетеса — анонімна дружина Дунаша бен Лабрата).

## Відомі поетеси
Наведений перелік відомих поетес базується на (але не обмежується) «Класичних віршах арабських жінок» Абдулли аль-Удхарі. Він не повний.

### Джахілайя (4000р. до н.е.–622р. н.е.)
- Магд аль-Адійя (араб. مَهد العادية, бл. 4000 до н. е.)[17]
- Афіра бінт Аббад (араб. عَفِيرة بنت عَبََّاد, ІІІ ст. н. е.)
- Ляйля бінт Люкіз (араб. لَيْلَى بنت لُكِيْز, пом. 483 н. е.)
- Джаліля бінт Мурра (араб. جليلة بنتُ مُرَّة, пом. 540 н. е.)
- Умама бінт Куляйб (араб. أُمَامَة بنت كُلَيْب, V—VI ст. н. е.)
- аль-Худжайджа, вона ж Сафія бінт Саляба аш-Шайбанія (араб. صفية بنت ثعلبة الشيبانية, V—VI ст. н. е.)
- аль-Хурка (араб. الحُرقة, V—VI ст. н. е.)
- афія бінт Халід аль-Багілія (араб. صفية بنت خالد الباهلية)
- Джухайфа ад-Дабабія (араб. جُحَيْفَة الضَّبَابية)
- Умму Халід ан-Нумайрія (араб. أُمُّ خَالد النُّمَيْريّة)
- Ішрака аль-Мухарібія (араб. عِشْرَقة المحاربية)
- Умм Джаміль (араб. أم جميل بنت حرب, VI—VII ст. н. е.)
- Хінд бінт аль-Хісс аль-Іядія (араб. هند بنت الخس الإيادية, легендарна, нібито VI—VII ст. н. е.)
- Хінд бінт Утба (араб. هند بنت عتبة, VI—VII ст. н. е.)
- Кутайля ухт ан-Надр (араб. قُتيلة أخت النضر, VII ст. н. е.)
- Умм ад-Духхак аль-Мухарібія (араб. أم الضحّاك المحاربية)
- Джунуб ухт Амр Зі-ль-Кальб ан-Нахді (араб. جنوب أخت عمرو ذي الكلب النهدي)
- Аль-Фаріа бінт Шаддад (араб. الفارعة بنت شداد)
- Аль-Ханса (араб. الخنساء, пом. 646 н. е.)
- Сара Єменська (араб. سارة, VI ст. н. е.)

### Період Магомета (622—661рр. н.е.)
- Аль-Ханса — одна із найвпливовіших арабських поетес доісламського та раннього ісламського періодів.[18]
- Фатіма бінт Мухаммад (араб. فاطمة بنت محمد, 605—632 н. е.)
- Амра бінт Мардас (араб. عمرة بنت مرداس). Дочка аль-Ханси.[19]
- Атіка бінт Зейд — сподвижниця Магомета та арабською поетесою.

### Період Омейядів (661—750рр. н.е.)
- Ляйля бінт Саад аль-Амірія (араб. ليلى بنت سعد العامرية, пом. 668 н. е.)
- Майсун бінт Бахдаль (араб. ميسون بنت بَحْدل, VII ст. н. е.)
- Хаміда бінт ан-Нуман ібн Башир (VII ст. н. е.)
- Ляйля аль-Ахайлія (араб. ليلى الأخيلية, пом. 694×709 н. е.)
- Дахна бінт Мас-хал (араб. الدهناء بنت مسحل, бл. VII—VIII ст. н. е.)
- Бінт аль-Хубаб (араб. ابنة الحباب)
- Умм аль-Вард аль-Аджланія (араб. اُم الورد العجلانية)
- Умайма Аддумайнія (араб. اُميمة الدمَيْنِيَّة, VIII ст. н. е.)

### Період Аббасидів (750—1258рр. н.е.)
- Аль-Хаджна бінт Насіб (араб. الحجناء بنت نصيب, VIII—IX ст. н. е.)
- Рабія аль-Адавія (араб. رابعة العدوية, 714—801 н. е.)
- Ляйля бінт Таріф (араб. لَيلْى بنت طريف, пом. 815 н. е.)
- Улайя бінт аль-Магді (араб. عُلَيّة بنت المهدي, 777—825 н. е.)
- Лубана бінт Алі ібн аль-Магді (араб. لُبَانَة بنت علي بن المهدي, VIII—IX ст. н. е.)
- Анан бінт Абдулла (араб. عِنان, пом. 841 н. е.)
- Асія аль-Багдадія (араб. آسِيَة البغداديّة, бл. ІХ ст. н. е.)
- Захра аль-Кілябія (араб. زهَرْاء الكِلابية, бл. VIII-ІХ ст. н. е.)
- Аїша бінт аль-Мутасім (араб. عائشة بنت المعتصم, бл. VIII-ІХ ст. н. е.)
- Шарія (араб. شارِية, бл. 815-70 н. е.)
- Фадль аш-Шаїра (араб. فضل الشاعرة, пом. 871 н. е.)
- аз-Забба бінт Умайр ібн аль-Муваррак (араб. الزباء بنت عُمَير بن المُورَّق, бл. ІХ ст. н. е.)
- Джумаль (араб. جُمل, бл. ІХ ст. н. е.)
- Фатіма ас-Сокотрія (араб. فاطمة السقطرية, ІХ ст. н. е.)
- Умм Джафар бінт Алі (араб. اُم جعفر بنت علي)
- Урайб аль-Мамунія (араб. عَرِيب المأمونية, 797—890 н. е.)
- Саваб бінт Абдулла аль-Ханзалія (араб. ثواب بنت عبد اللّه الحنظلية)
- Сальма бінт аль-Каратісі (араб. سلمى بنت القراطيسي, бл. ХІІ ст. н. е.)
- Сафія аль-Багдадія (араб. صفية البغدادية, ХІІ ст. н. е.)
- Сітт аль-Нім (араб. تقية أم علي, 1111—1183/4 рр.)
- Шамса аль-Мавсілія (араб. شَمْسَة المَوْصِلِيّة, ХІІІ ст. н. е.)

### Андалуський період (711—1492рр. н.е.)
- Азіз (двір Аль-Хакама I, початок ІХ ст. н. е.)[20]
- Хафса бінт Хамдун (араб. حفصة بنت حمدون, Х ст. н. е.)
- Аїша бінт Ахмад аль-Куртубія (араб. عائشة بنت أحمد القر طبية, пом. 1010 н. е.)
- Марія Альфайзулі (араб. مريم بنت أبي يعقوب الشَّلْبي, пом. 1020 н. е.)
- Умм аль-Кірам бінт аль-Мутасім ібн Сумадіх (араб. أم الكر ام المعتصم بن صُمادح, пом. 1050 н. е.)
- Умм аль-Аля бінт Юсуф (араб. أم العلاء بنت يوسف, пом. 1050 н. е.)
- Хадіджа бінт Ахмад ібн Кульсум аль-Муафірі (араб. خديجة بنت أحمد بن كُلثوم المُعافرِيّ, Х-ХІ ст. н. е.)
- Аль-Гассанія аль-Баджанія (араб. الغسَّانية البجانية, Х-ХІ ст. н. е.)
- Касмуна бінт Ісмаїл (араб. قسمونة بنت إسماعيل, ХІ ст. н. е.)
- Валяда бінт аль-Мустакфі (араб. وَلاَّدة بنت المستكفي, пом. 1091 н. е.)
- Умм аль-Фатх бінт Джафар (бл. ХІ ст.), авторка втраченого твору «Китаб фі-кіян аль-Андалус» («Книга Кіяну аль-Андалус»)[21]
- Суада (ХІ ст.)[22]
- Аль-Румайкія (араб. أعتماد الرميكية, бл. 1045×47 н. е.)
- Мухджа бінт ат-Тіяні аль-Куртубія (араб. مهجة بنت التيابي القرطبية, пом. 1097 н. е.)
- Нузгун бінт аль-Каляї аль-Ґарнатія (араб. نز هون الغرْناطية, пом. 1100 н. е.)
- Зейнаб аль-Марійя (ХІ-ХІІІ ст. н. е.)
- Уммат аль-Азіз (араб. أمة العزيز, ХІІ ст. н. е.)
- Бусайна бінт аль-Мутамід ібн Аббад (араб. بثينة بنت المعتمد بن عباد, 1070–? н. е.)
- Гінд (араб. هند, ХІІ ст. н. е.)
- Умм аль-Хана бінт Абд аль-Хакк ібн Атія (араб. أم الهناء بنت عبد الحق بن عطية, ХІІ ст. н. е.)
- Хафса бінт аль-Хадж аль-Ракунія (араб. حفصة بنت الحاج الركونية, пом. 1190 н. е.)
- Аш-Шалябія (араб. الشلبية, ХІІ ст. н. е.)
- Аїша аль-Іскандаранія (араб. عائشة الإسكندرانية)
- Хамда бін Зіяд аль-Муаддіб (араб. حمدة بنت زياد, бл. 1204 н. е.)
- Умм ас-Сад бінт Ісам аль-Хімярі (араб. أم السعد بنت عصام الحميري, пом. 1243 н. е.)

## Антології та дослідження

### Антології
- Classical Poems by Arab Women: A Bilingual Anthology, ed. and trans. by Abdullah al-Udhari (London: Saqi Books, 1999), ISBN 9780863560477 [includes facing Arabic texts and English translations]
- Dīwān de las poetisas de al-Andalus, ed. by Teresa Garulo (Madrid 1986)
- Poesía femenina hispanoárabe, ed. and trans. by María Jesús Rubiera Mata (Madrid 1990)
- Nisāʾ min al-Andalus, ed. by Aḥmad Khalīl Jumʻah (Damascus: al-Yamāmah lil-Ṭibāʻah wa-al-Nashr wa-al-Tawzīʻ, 2001) [نسـاء من الأندلس, أحمد خليل جمعة].
- Rubiera Máta, María Jesús, Poesía feminina hispanoárabe (Madrid: Castalia, 1989)
- We Wrote in Symbols: Love and Lust by Arab Women Writers, ed. by Selma Dabbagh (London: Saqi Books, 2021), ISBN 9780863563973
- Ibn al-Sāʿī, Consorts of the Caliphs: Women and the Court of Baghdad, ed. and trans. by Shawkat M. Toorawa, Library of Arabic Literature (New York: New York University Press, 2017), ISBN 9781479866793, Arabic text

### Дослідження
- Hammond, Marlé, Beyond Elegy: Classical Arabic Women's Poetry in Context (Oxford: Oxford University Press, 2010), ISBN 9780197264720
- Myrne, Pernilla, Female Sexuality in the Early Medieval Islamic World: Gender and Sex in Arabic Literature, The Early and Medieval Islamic World (London: I. B. Tauris, 2020) ISBN 9781838605018